# Sphenodus
A Sphenodus a porcos halak (Chondrichthyes) osztályának fosszilis Synechodontiformes rendjébe, ezen belül az Orthacodontidae családjába tartozó nem.

## Rendszerezés
A nembe az alábbi 10 fosszilis faj tartozik:
- Sphenodus alpinus Gümbel, 1861
- Sphenodus longidens Agassiz, 1843
- Sphenodus lundgreni Davis, 1890
- Sphenodus macer Quenstedt, 1852
- Sphenodus nitidus Wagner, 1862
- Sphenodus planus Agassiz, 1843
- Sphenodus rectidens Emmons, 1858
- Sphenodus robustidens Seguenza, 1900
- Sphenodus tithonius Gemmellaro, 1871
- Sphenodus virgai Gemmellaro, 1871

## Fordítás
- Ez a szócikk részben vagy egészben  az   Orthacodontidae című angol Wikipédia-szócikk ezen változatának fordításán alapul.  Az eredeti cikk szerkesztőit annak laptörténete sorolja fel. Ez a jelzés csupán a megfogalmazás eredetét és a szerzői jogokat jelzi, nem szolgál a cikkben szereplő információk forrásmegjelöléseként.